# Робертс, Патрик
Па́трик Джон Джо́зеф Ро́бертс (англ. Patrick John Joseph Roberts; родился 5 февраля 1997 года в Кингстон-апон-Темс) — английский футболист, полузащитник клуба «Сандерленд».

## Клубная карьера
Робертс — воспитанник академии лондонского «Фулхэма». Выступал за юношеские команды клуба разных возрастов, начиная с команды до 14 лет. В феврале 2014 года, вскоре после наступления 17-летия, Робертс подписал с «дачниками» профессиональный контракт до лета 2016 года.
22 марта 2014 года дебютировал за основной состав «Фулхэма» в матче Премьер-лиги против «Манчестер Сити».
19 июля 2015 года подписал контракт с «Манчестер Сити».
В феврале 2016 года Робертс был отдан в аренду шотландскому «Селтику» на 18 месяцев. Забив 11 голов во всех турнирах, он стал одним из ключевых игроков клуба в сезоне 2016/17, когда «Селтик» выиграл шотландскую Премьер-лигу, Кубок Шотландии и Кубок шотландской лиги. В мае 2017 года Робертс вернулся в Манчестер, но не сумел пробиться в состав команды, и 28 августа вновь отправился в «Селтик», на этот раз в аренду до конца сезона 2017/18.

## Карьера в сборной
Выступал за национальные сборную Англии до 16, до 17 и до 19 лет. В составе сборной Англии до 17 лет стал чемпионом Европы в 2014 году.

## Статистика выступлений
| Клуб             | Сезон            | Лига | Лига | Кубок Англии | Кубок Англии | Кубок лиги | Кубок лиги | Еврокубки | Еврокубки | Прочие | Прочие | Итого | Итого |
| Клуб             | Сезон            | Игры | Голы | Игры         | Голы         | Игры       | Голы       | Игры      | Голы      | Игры   | Голы   | Игры  | Голы  |
| ---------------- | ---------------- | ---- | ---- | ------------ | ------------ | ---------- | ---------- | --------- | --------- | ------ | ------ | ----- | ----- |
| Фулхэм           |                  |      |      |              |              |            |            |           |           |        |        |       |       |
| 2013/14          | 2                | 0    | 0    | 0            | 0            | 0          | −          | −         | −         | −      | 2      | 0     |       |
| 2014/15          | 15               | 0    | 2    | 0            | 1            | 0          | −          | −         | −         | −      | 18     | 0     |       |
| Итого            | 17               | 0    | 2    | 0            | 1            | 0          | 0          | 0         | 0         | 0      | 20     | 0     |       |
| Всего за карьеру | Всего за карьеру | 17   | 0    | 2            | 0            | 1          | 0          | 0         | 0         | 0      | 0      | 20    | 0     |